# Палеозой
| Еон                         | Ера Продължителност    | Период                 | Начало в млн. г. |
| --------------------------- | ---------------------- | ---------------------- | ---------------- |
| Фанерозой                   |                        |                        |                  |
| Неозой 65,5 млн. г.         | Кватернер              | 2,588                  |                  |
| Неозой 65,5 млн. г.         | Неоген                 | 23,03                  |                  |
| Неозой 65,5 млн. г.         | Палеоген               | 65,5                   |                  |
| Мезозой 185,5 млн. г.       | Креда                  | 145,5                  |                  |
| Мезозой 185,5 млн. г.       | Юра                    | 199,6                  |                  |
| Мезозой 185,5 млн. г.       | Триас                  | 251                    |                  |
| Палеозой 291 млн. г.        | Перм                   | 299                    |                  |
| Палеозой 291 млн. г.        | Карбон                 | 359,2                  |                  |
| Палеозой 291 млн. г.        | Девон                  | 416                    |                  |
| Палеозой 291 млн. г.        | Силур                  | 443,7                  |                  |
| Палеозой 291 млн. г.        | Ордовик                | 488,3                  |                  |
| Палеозой 291 млн. г.        | Камбрий                | 542                    |                  |
| Протерозой                  |                        |                        |                  |
| Неопротерозой 458 млн. г.   | Едиакарий              | 630                    |                  |
| Неопротерозой 458 млн. г.   | Криоген                | 850                    |                  |
| Неопротерозой 458 млн. г.   | Тоний                  | 1 000                  |                  |
| Мезопротерозой 600 млн. г.  | Стений                 | 1 200                  |                  |
| Мезопротерозой 600 млн. г.  | Ектасий                | 1 400                  |                  |
| Мезопротерозой 600 млн. г.  | Калимий                | 1 600                  |                  |
| Палеопротерозой 900 млн. г. | Статерий               | 1 800                  |                  |
| Палеопротерозой 900 млн. г. | Орозирий               | 2 050                  |                  |
| Палеопротерозой 900 млн. г. | Рясий                  | 2 300                  |                  |
| Палеопротерозой 900 млн. г. | Сидерий                | 2 500                  |                  |
| Архай                       | Неоархай 300 млн. г.   | Неоархай 300 млн. г.   | 2 800            |
| Архай                       | Мезоархай 400 млн. г.  | Мезоархай 400 млн. г.  | 3 200            |
| Архай                       | Палеоархай 400 млн. г. | Палеоархай 400 млн. г. | 3 600            |
| Архай                       | Еоархай                | Еоархай                | 4 000            |
| Хадей                       | Хадей                  | Хадей                  | 4 540            |

Палеозойската ера (Paläozoikum, Paleozoic Era, от гръцки palaios (παλαιός) и zoe (ζωή), стар живот) е най-ранната от трите геоложки ери на фанерозойския еон.
Обхваща времето приблизително отпреди 541 до 252 милиона години. Палеозойската ера за първи път е обособена през 1837 г. от английския геолог Адам Седжуик (1785 – 1873), който включва в нея 2 периода – силур и девон. По-късно обемът на палеозоя е значително разширен, а в последствие и детайлизиран. Сега ерата е поделена на 6 геоложки периода – камбрий, ордовик, силур, девон, карбон и перм.

## Обща характеристика
След големите нагъвателни движения, предшестващи горния докамбрий се оформят платформи и геосинклинални области, контурите на които с малки изменения се съхраняват през цялата ера. Най-значителните платформи били Източноевропейската (Руската), Сибирската, Китайско-Корейската, Южнокитайската, Североамериканската, Бразилската, Африканската, Австралийската и Индостанската. Тези обширни области от земната кора се отличавали със спокойни тектонски форми. Временно те били заливани от плитководни морета, в които са се утаявали разнообразни наслаги с малка мощност, формиращи техните седиментни чехли. На огромни пространства над скалите изграждащи тези чехли се образуват обширни равнини с почти хоризонтални пластове. В периферните части на платформите мощността на наслагите се увеличава. Особено интензивни натрупвания на седименти става в околните падини през тези епохи, когато около платформите се издигат планини, доставящи голямо количество разрушен скален материал, пренасян в понижените участъци. В такива понижения в едни от случаите се формират мощни въгленосни пластове (Донбас, Печорски басейн, Апалачи), а в други – соленоносни и червеноцветни кластични (отломъчни) формации (Предуралско краево потъване и др.). В геосинклиналните области натрупаните седименти са по-различни. Тези области се отличавали с висока подвижност и силно разчленен релеф. Дълбоките падини, отговарящи на участъците с първична океанска кора, се редуват с издигнати планински вериги. Земната кора е била пронизана от мрежа от разломи, по които ставало преместването на отделните блокове, а по пукнатините между тях се изливали лава и вулканични материали. Геосинклиналните седименти се отличавали със своята мощност от вулканогенни и силициеви скали заедно с разнообразни кластични (отломъчни) пластове.
Палеозойската ера се характеризира с две нагъвателни фази. Едната от тях – каледонската, като с най-голяма интензивност тя се проявява в началото и особено в средата на палеозоя. Нейният апогей е между ордовика и силура и в началото на девона, след което на обширни пространства се формират планински вериги и се натрупват червеноцветни кластични наслаги от моласовите формации. Каледонското нагъване особено отчетливо се проява във Великобритания, на Скандинавския полуостров, в Шпицберген, в Казахстан, Западните Саяни, Нуфаундленд и Апалачите. Грандиозната херцинска нагъвателна фаза обхваща края на палеозоя, като най-интензивно тя се проявява през втората половина на кредата и през перма. След планинообразуването на границата между тези две нагъвателни фази особено голямо разнообразие получават червеноцветните моласови образувания. В резултат от херцинската нагъвателна фаза се формират планинските системи в Централна Европа, Урал, Апалачите и др.
Вероятно, в първата половина на палеозойската ера вече съществуват огромни континентални масиви, определящи палеогеографската обстановка не само през палеозоя, но и през следващите геоложки епохи на Земята. Огромният континент Гондвана обхващал платформите в Южното полукълбо. Морски плитководни басейни са заливали само крайните му участъци. Обичайно в тях се формират различни континентални наслаги, а в някои епохи – ледникови наслаги. Следи от древни заледявания могат да се видят сред скалите от горния ордовик в Африка, но най-широко те са представени в пластовете на кредата и перма. Изкопаеми ледникови образувания с тази възраст (тилити) са известни в Южна Америка, Южна Африка, Австралия и Индия. В Северното полукълбо през втората половина на палеозоя съществува обширния континент Ангарида, включващ Сибирската платформа и околните планински съоръжения.

## Органичен свят

### Фауна
В самото начало на палеозоя става внезапно появяване и бързо разпространение на животински форми с твърд скелет, които по-рано не са се срещали. Към тях се отнасят хиолитите, хиолителминтите, гастроподите, брахиоподите и археоциатите – древни рифоизграждащи организми, измрели към края на ранния камбрий. През долния палеозой широко се разпространяват древните членестоноги – трилобитите. Те съставляват значителна част от органичния свят на камбрийските и ордовишките морета, като много по-малочислени стават в края на ордовика и през силура и измират в края на палеозоя. От самото начало на камбрия в значителни количества се развиват хиолитите и съвременните мекотели. Голямо разнообразие достигат раменоногите (брахиоподи), имащи важно значение за разчленяването на пластовете от средния и горен палеозой. Заедно с коремоногите (гастроподи) и мидите (пелециоподи) те живеят на различна морска дълбочина. През ордовика се появяват многочислени единични и колониални корали, ектопрокти, а също и строматопороидеи.
Към безгръбначните, свободно плаващи на повърхността на моретата, се отнасят граптолитите, получили широко развитие през ордовика и силура и главоногите мекотели от групата на наутилоидите, богато представени през ордовика. През девона те отиват на втори план за сметка на бързо развиващите се гонатити с много по-сложно развита раковина. Накрая, през горния палеозой широко се разпространили едноклетъчните животни – фораминиферите, сред които най-важни са фузулинидите, имащи раковини с необичайно сложен строеж. Измененията на раковините на фузулинидите за сравнително кратък отрязък от време позволяват с големи подробност да се съпоставят едновъзрастните наслаги, включващи техни остатъци в различни региони.
През палеозоя се появяват и първите гръбначни животни – рибите. През камбрия и ордовика са разпространени примитивни, безчелюстни, а през силура и особено през девона широко представителство имат двойнодишащите и ръкоперестите риби. От последните произлизат земноводните (амфибии) – първите животни излизли на сушата през девона. Древните палеозойски амфибии се отнасят към измрялата група на безопашатите земноводни (стегоцефалите). През карбона и особено през перма заедно с тях на сушата вече съществуват тревопасни и хищни влечуги.

### Флора
През палеозоя бързо развитие има и при растителния свят. През камбрия и ордовика той е представен предимно от водорасли. Въпросът за съществуването на висши сухоземни растения през това време остава открит. В силурските насрлаги се срещат остатъци от спори, а в скалите от долния девон повсеместно има отпечатъци от примитивни растения – псилофити, които вероятно са обитавали крайбрежните райони. В средния и горния девон растителността става значително по-разнообразна. Разпространяват се дървовидни плауни, първите членестостеблени (в т.ч. клинолистни), прапапрати, прохимносперми и първите голосеменни. През карбона започва голям разцвет на флората, представена от хвощоподобни, каламити, дървовидни плауновидни (лепидодендрони, сигиларии и др.), различни папрати, папратообразни семенни (птеридосперми) и кордаити. Гъстата горска растителност по това време служи като материал за образуването на многочислени и мощни въглищни пластове. Започвайки от карбона се отбелязва появяването на палеофлористични области. В континента Гонсвана по това време вече съществува т.нар. глосоптериева флора, особено характерна за следващия пермски период.

## Полезни изкопаеми
С каледонските и херцински палеозойски интрузивни скали са свързани богатите рудни находища в Урал, Казахстан, Алтай, Западна Европа и Северна Америка. Към седиментните палеозойски скали са привързани нефтените находища във Волго-Уралската област, централните части на Северна Америка, провинция Албърта в Канада, находищата на въглища в Донецкия, Подмосковския, Печорския, Карагандинския и Кузнецкия басейни в Русия, въглищните басейни в Западна Европа, Апалачите в Северна Америка, находищата на битуминозни шисти в Естония, медните пясъци в Урал и Казахстан. С палеозойска възраст са и големите находища на фосфорити (Каратау в Казахстан, Скалистите планини в САЩ), боксити (Урал, Салаир и др.), каменни и калиеви соли (Соликамск, Илец, Иркутск – Русия, Щасфурт – Германия). Много от палеозойските скали се използват като строителен материал – ордовишки и карбонови варовици, мрамори и др.